# James Price (alchimista)
James Higginbotham, alias James Price (Londra, 1752 – Guildford, 1783), è stato un chimico e alchimista britannico, che affermò di essere in grado di trasmutare il mercurio in oro o argento. Quando gli venne chiesta una dimostrazione pubblica della trasformazione di fronte ad una platea di testimoni attendibili si suicidò bevendo acido prussico.
Nato a Londra nel 1752 con il nome di James Higginbotham, che cambiò in Price per esaudire i desideri di un suo parente che morì e gli lasciò un'eredità. Seguì l'università di Oxford dove, anche se non esistono registrazioni della sua carriera scolastica precedente o delle sue ricerche all'università, ebbe una brillante carriera diventando Master of Arts a 25 anni e dottore in medicina nel 1778, dopo i suoi lavori nel campo della chimica. Nel 1781, a 29 anni, divenne un membro della Royal Society.
Nell'anno successivo si occupò di studi alchemici, in particolare nella trasmutazione dei metalli di base in metalli preziosi. Il 6 maggio 1782, dopo aver rivelato le sue scoperte ad alcuni amici, iniziò una serie di esperimenti pubblici nel suo laboratorio a Guildford. Dimostrò che poteva produrre metalli preziosi mescolando borace, niter ed una misteriosa polvere rossa o bianca nota come polvere della produzione con una quantità di mercurio pari a 50 volte il proprio peso e mescolando il composto con una sbarra di ferro.
L'uso della polvere rossa avrebbe trasmutato il materiale in oro, mentre con la polvere bianca in argento. Effettuò sette dimostrazioni pubbliche (l'ultima delle quali il 25 maggio 1782) a cui assistevano anche preti, avvocati e chimici.
Parte dell'oro prodotto durante gli esperimenti fu presentato a Giorgio III e i resoconti degli esperimenti furono pubblicati riscuotendo un grande successo.
I suoi colleghi della Royal Society furono meno convinti delle dimostrazioni e gli chiesero di ripetere gli esperimenti alla presenza di alcuni membri della Society. Price sembrò poco felice di questo, e affermò che le polveri utilizzate erano terminate e la preparazione di nuovi campioni gli sarebbe costato tempo, denaro e la propria salute. Inoltre affermò che il costo nella preparazione di metalli preziosi non era economico, poiché un'oncia d'oro sarebbe stata prodotta al prezzo di 17 sterline, mentre aveva un valore di mercato di 4 sterline. La Royal Society insistette nella ripetizione degli esperimenti, ricordando a Price che, come membro, egli stava chiamando in causa l'onore della Society. Price ribatté che la sua reputazione e la sua posizione alla Royal Society avrebbe dovuto allontanare qualunque dubbio sulla veridicità delle sue affermazioni, ma infine fu costretto a ripetere l'esperimento.
Nel gennaio 1783 Price tornò al suo laboratorio a Guildford, per iniziare la produzione delle polveri misteriose. Di fatto, egli preparò la distillazione di un composto che conteneva acido prussico. Scrisse le sue volontà ed invitò i suoi colleghi per assistere all'esperimento il 3 agosto.
Nonostante il successo delle sue prime dimostrazioni, solo tre colleghi si presentarono nel giorno dell'esperimento. Anche se chiaramente dispiaciuto dello scarso seguito, Price accolse le tre persone e bevve il composto che aveva preparato. I suoi colleghi notarono immediatamente un cambiamento nel suo aspetto ma prima che potessero fare qualcosa Price era già deceduto.
I motivi per questo suicidio sono sconosciuti: era una persona in salute e rispettata, a cui erano stati già riconosciuti meriti per le sue ricerche nel campo della chimica.